# Goldeus helenicus
Goldeus helenicus är en insektsart som beskrevs av Dlabola 1974. Goldeus helenicus ingår i släktet Goldeus och familjen dvärgstritar. Inga underarter finns listade i Catalogue of Life.